# Christian Richardt
Ernst Christian Richardt né le 25 mai 1831 à Copenhague, au Danemark, et décédé le 18 décembre 1892 à Vemmetofte Sogn est un poète danois.

## Biographie
Diplômé en théologie, en 1857, il part compléter ses études à l’étranger en 1861-1862. Nommé surintendant du lycée Tune (1866-1871), il devient ensuite pasteur.
Fait chevalier de l’ordre du Dannebrog en 1887, il meurt cinq ans plus tard. Son corps est enterré au cimetière d’Ørslev.
Altid frejdig, når du går (publié en 1838) est le poème le plus célèbre de Richardt. Pendant la Deuxième Guerre mondiale et l’occupation du Danemark par les nazis, il est devenu une sorte d’hymne de la résistance.